# Villers-Saint-Ghislain
Pour les articles homonymes, voir Villers.
Villers-Saint-Ghislain est une section de la ville belge de Mons située en Région wallonne dans la province de Hainaut. C'était une commune à part entière avant la fusion des communes de 1977.

## Géographie
Elle est située à 7 km de Mons.

## Évolution démographique
- Sources : INS, Rem. : 1831 jusqu'en 1970 = recensements, 1976 = nombre d'habitants au 31 décembre.

## Héraldique
|  | Blasonnement : Parti : au 1er d'or à une demi-aigle de sable; au 2e de gueules à une crosse d'or, posée en pal, la tête tournée à dextre. - Arrêté royal : 23 décembre 1926 |

## Galerie

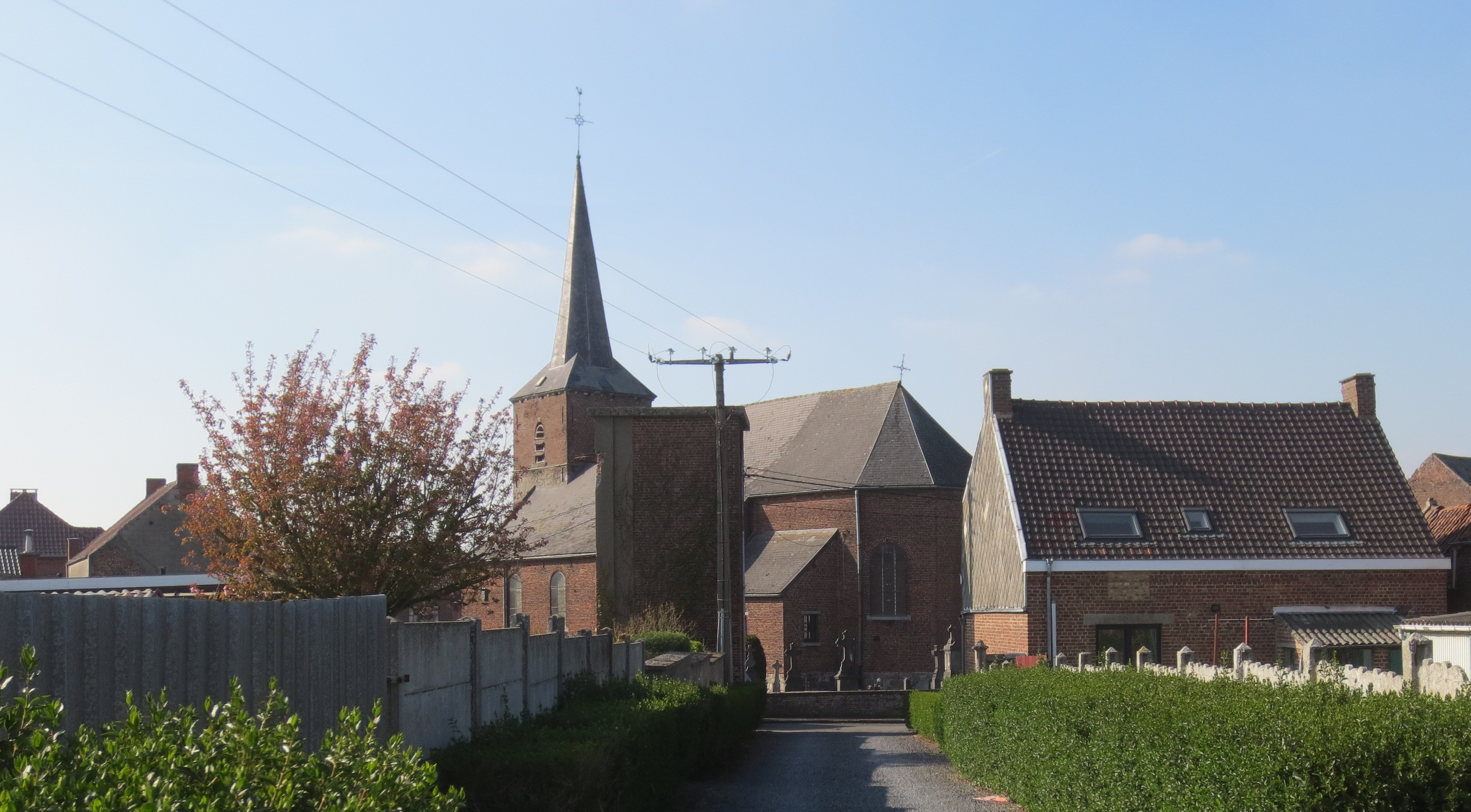
L'église Saint-Ghislain.
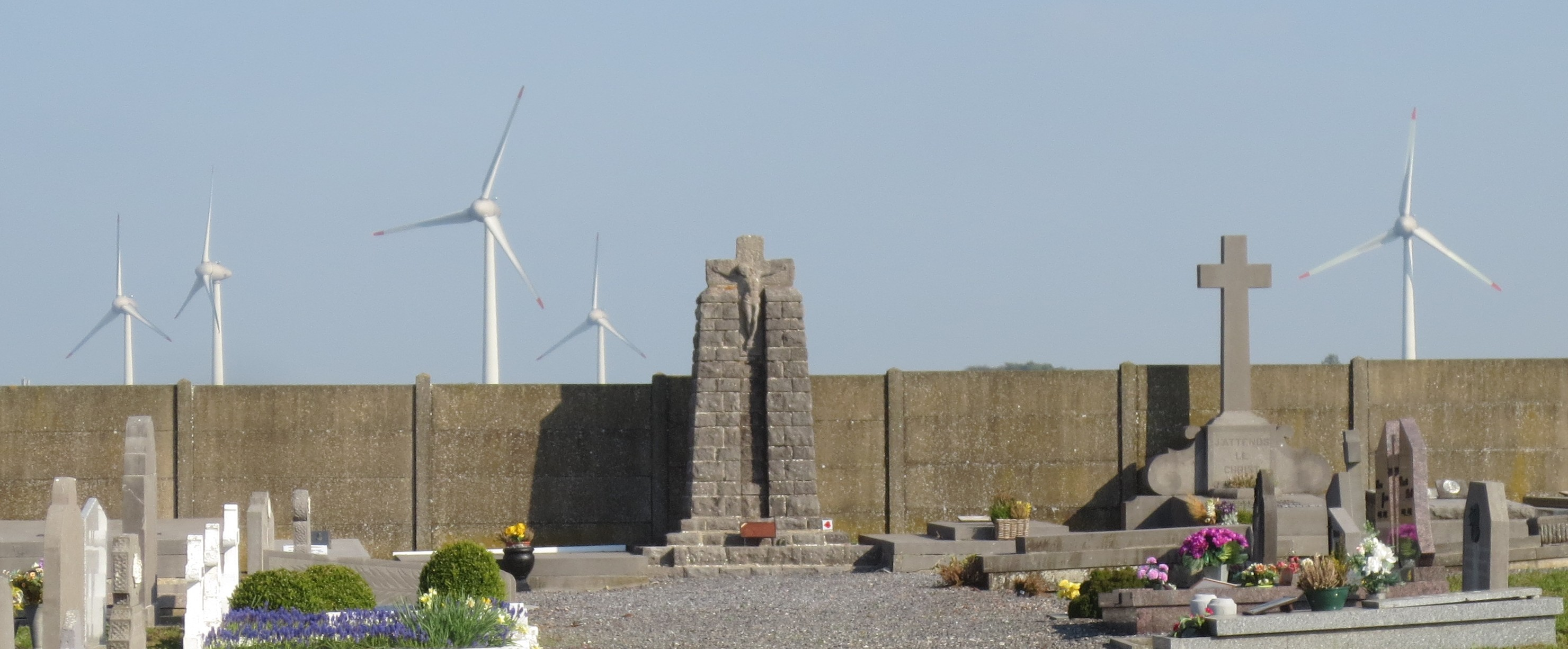
Le calvaire.
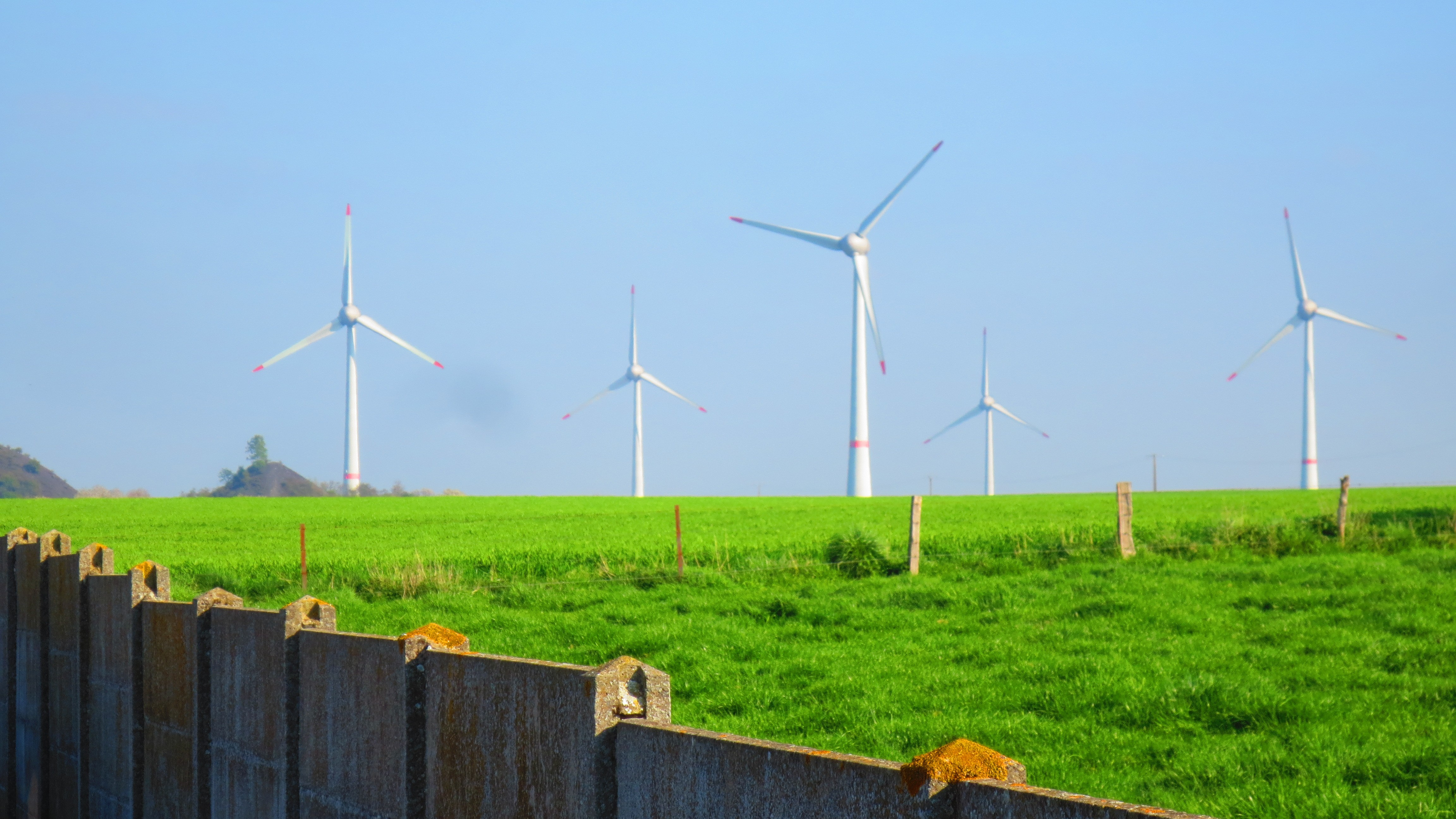
Les éoliennes.
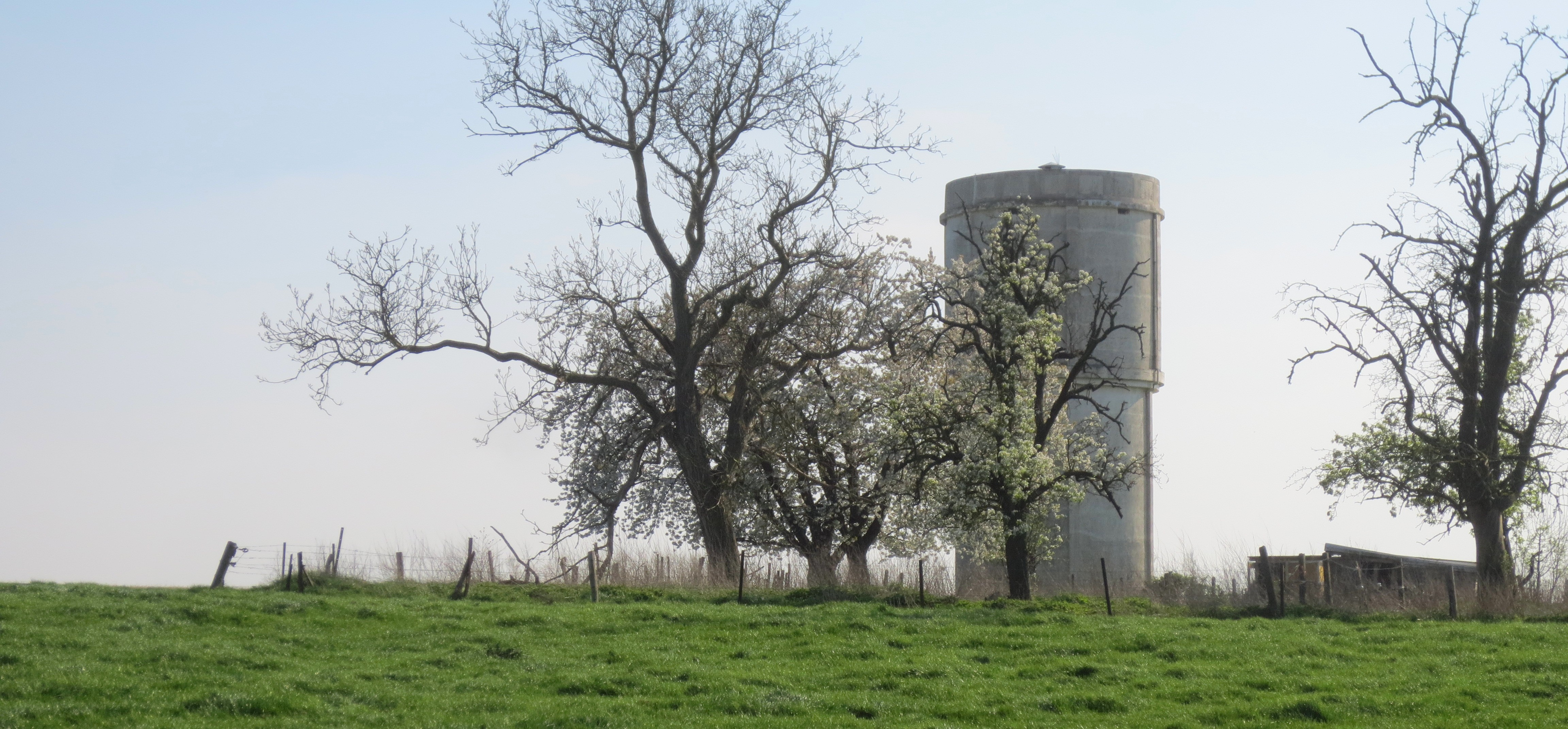
Le château d'eau.